# 三代之治
三代之治是一个儒学概念，指的是夏商周三代的制度、礼俗、文化。自孔子尊崇周制、倡克己复礼以来，历代大儒皆推崇三代之治。晚清以来，这一术语被引申为现代民主政治的早期中华文明渊源。

## 释义
传统中国的时间观念，大要而言有两点：一是时间循环论，阴阳相生，治乱相随，天不变道亦不变，求新即离经叛道；二是理想在上古，三代之治具有无可疑义的优质性。

## 演进
儒家经典四书之一《尚书》被视作虞夏商周上古时期的政治图谱和政治伦理典要。
汉儒主张“去秦承周，复三代之治”。
在宋明理学背景中，王阳明和黄宗羲对三代之治亦有不同构想。王阳明认为三代之治之所以能够实现有赖于突破人我界限、物我差别的“万物一体之仁”的仁心。其构建三代之治理想政治模式的基本路径是：良知、万物一体之仁、三代之治。 王夫之认为，三代之治包括先王之德与先王之道法两个层面。
晚清常州学派刘逢禄认为，清朝去古虽远，但只要“继体守文”，就能深刻理解《春秋》之法以制驭其政。唯有如此“三代之治未尝不可复，其乱未尝不可弭”。
方苞谓：“独是三代之治象，与圣人彷徨周浃之意，可就其节文数度省想而得之。”（《读<仪礼>》）
郭嵩焘主张“回向三代”。